# Нижарадзе, София Кахаберовна
Софи́я Кахаберовна Нижара́дзе (груз. სოფო ნიჟარაძე; род. 6 февраля 1985, Тбилиси, Грузия) — грузинская певица, актриса, автор песен.
Исполнила роль Джульетты в российской версии французского мюзикла Roméo & Juliette (2004—2006, Москва, Театр оперетты). В 2005 году представляла Россию на конкурсе исполнителей поп-музыки «Новая волна». В мае 2010 года представляла Грузию на 55-м конкурсе «Евровидение» в Норвегии.
Училась в Академии музыки им. Гнесиных. Окончила факультет музыкального театра РАТИ (ГИТИс).

## Биография
Родилась 6 февраля 1985 года в Тбилиси, столице Грузии. Бабушка со стороны отца была турчанкой. В родном городе с отличием окончила общеобразовательную школу. Занималась вокалом и училась игре на фортепиано в музыкальной школе при Тбилисской консерватории.
Петь и выступать на сцене начала в 3 года. В возрасте 7 лет вместе с певицей Тамрико Чохонелидзе озвучила фильм «Что сделала колыбельная». После успеха дуэта девочку пригласили стать солисткой детской студии, где она исполняла ведущие партии в спектаклях и телепроектах.
- 1995 — Лауреат международного фестиваля «Хрустальная ель» в номинации «Лучший вокал».
- 1996 — Специальный приз Первого грузинского фестиваля «Лига» за песню «О тебе»; Лауреат фестиваля «Браво-Брависимо», Мини-Ла Скала (Италия).
- 1997 — Участница Международного фестиваля «Хрустальная нота» (850-летие Москвы).
- 1999 — Диплом первой степени за лучший вокал в рамках юбилейных мероприятий «Пушкинские дни»; Диплом Тбилисской Мэрии за «Уникальные вокальные данные».
- 1998—2001 — Стипендиат президента Грузии Эдуарда Шеварднадзе.
- 2000 — «Золотая Звезда» за лучший вокал от киностудии «Форте» и студии «Звездная Лестница».
- 2003—2004 — Главная роль в мюзикле «Свадьба соек»
- 2004—2005 — Главная роль в мюзикле «Romeo & Juliette»
- 2005 — Финалистка международного конкурса молодых исполнителей поп-музыки «Новая волна 2005» (Латвия, Юрмала)
- 2010 — Заняла девятое место в финале конкурса песни Евровидение 2010

Ведёт активную концертную деятельность, записала несколько альбомов[каких?].
В сентябре 2010 года ряд СМИ со ссылкой на тбилисскую газету «Квирис Палитра» распространили информацию о трудоустройстве Софо Нижарадзе в МИД Грузии с последующим назначением министром культуры Грузии при содействии президента Михаила Саакашвили.
Однако Министерство культуры и сама Софо Нижарадзе опровергли эту информацию.

## Альбомы
«Where are you…» (2008)
1. My Dream
2. Every Moment
3. Where Are You…
4. Leave Me Alone
5. I’m Running Away
6. Over and Over
7. Leave Me Alone (rmx)
8. Over and Over (rmx)

## Спектакли и роли
- Музыкально-цирковое ревю «Свадьба соек» — Кетеван
- Мюзикл «Roméo & Juliette» (российская версия) — Джульетта
- Мюзикл «Hello, Dolly!» (постановка выпускного курса РАТИ)
- Мюзикл «Кето и Коте» — Кето
- Мюзикл «Мелодии верийского квартала» — прачка Вардо

## Личная жизнь
По признанию экс-президента Грузии Михаила Саакашвили, родила от него дочь, которую назвала Элис-Мария.